# Alexis Godillot
Alexis Godillot, né le 15 mars 1816 à Besançon et mort le 13 avril 1893 dans le 16e arrondissement de Paris, est un entrepreneur et manufacturier français, surtout connu pour les chaussures militaires que son entreprise produisait et auxquelles il laissa, par antonomase, son nom, les « godillots ».

## Biographie
Né à Besançon, dans une famille modeste, Alexis Godillot exerce plusieurs métiers. Les manifestations qui suivirent la révolution de 1848 lui donnèrent l'idée de créer une entreprise d'organisation de fêtes publiques. Sous le Second Empire, il devint organisateur officiel des fêtes. Son entreprise décorait ainsi les villes françaises que visitait Napoléon III.
Il ouvre des tanneries à Saint-Ouen en banlieue parisienne. Il deviendra fournisseur officiel aux armées. En 1853, pendant la guerre de Crimée, sa manufacture produit pour l'armée française des selles et des chaussures, mais également des tentes.
Des ateliers sont ouverts en 1860 aux 52-54, rue Marguerite-de-Rochechouart à Paris, la boutique étant située au numéro actuel 19 boulevard Marguerite-de-Rochechouart. Alexis Godillot sera maire de Saint-Ouen.

### Hyères
Il participa à l'aménagement de la station balnéaire d'Hyères avec l'aide de l'architecte Pierre Chapoulart. Ainsi, il aménage la colline du Vieux Château et la plaine jusqu’à la rivière du Roubaud, perce un réseau d’avenues et de rues (les avenues Andrée-de-David-Beauregard, Godillot, Victoria et les rues Maréchal-Gallieni et Pierre-Brossolette notamment), et orne la plupart de ces voies de palmiers et d’un riche mobilier urbain : fontaines (comme la fontaine Godillot), lampadaires et bancs.
Les demeures d’Alexis Godillot à Hyères, telles la villa Saint-Hubert sise au 70, avenue des Îles-d’Or et la villa Mauresque au 2, avenue Jean-Natte, dominent son vaste domaine. La villa Mauresque était destinée à la fois aux réceptions données par l'industriel mais aussi à la location aux hivernants.
Il était propriétaire du chalet La Solitude qu'il loua à R. L. Stevenson dans les années 1883 et 1884.

## Vie privée
Alexis Godillot eut trois enfants. Sa fille, Marguerite épousa l'architecte Henri Renard. Son fils Georges Olivier lui succède, il se marie avec la sœur d'Henri Renard.
Mort en 1893 à Paris, il est inhumé au cimetière de Montmartre (27e division).

## Postérité

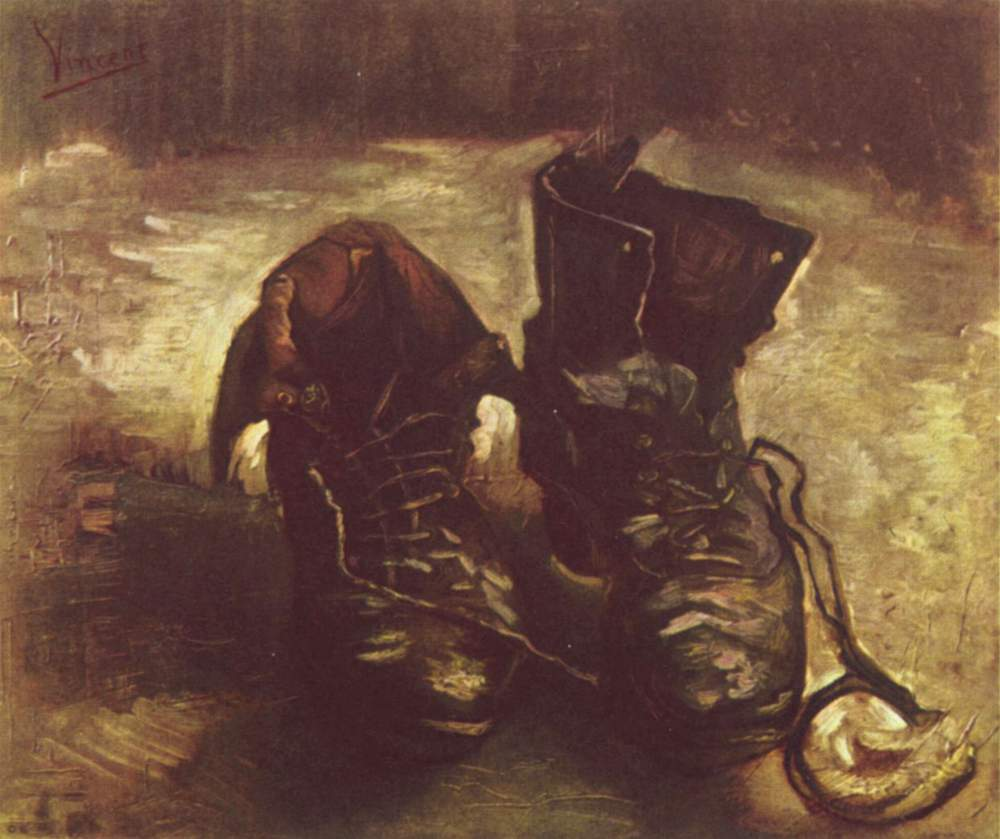
Les godillots (1886) par Vincent van Gogh, Amsterdam, musée Van Gogh.

En France, les brodequins militaires prennent son nom et désigneront les chaussures militaires jusqu'à la Seconde Guerre mondiale. On doit à Alexis Godillot la différenciation entre le pied droit et le pied gauche accompagnée d'une courbure de la semelle intérieure au niveau de la voute plantaire pour un meilleur confort de marche. On lui doit aussi (brevet déposé en 1862) l'imperméabilité entre la semelle et la chaussure grâce à une application de gutta-percha (gomme adhésive et imperméable issue du latex naturel). Par la suite, le terme « godillots » deviendra un terme du langage familier pour désigner de grosses chaussures, mais est aujourd'hui vieilli ; il en dérive, par l'argot, le terme « godasses ».
Dans les années 1960, les parlementaires gaullistes qui soutenaient sans faille le général de Gaulle et son gouvernement se qualifièrent de « parti Godillot », pour montrer leur fidélité et leur obéissance à de Gaulle. L'expression « parti Godillot » et, dans une moindre mesure, le mot « godillot » lui-même, sont restés avec un sens similaire mais péjoratif, pour désigner des membres d'un parti politique suivant sans discuter la ligne du parti ou des parlementaires suivant sans discuter leur gouvernement.
Alexis Godillot a été nommé en 1857 chevalier de la Légion d'honneur.
Un buste en marbre par Vital-Dubray fut exposé au Salon de 1866 (no 2748).
Une avenue d'Hyères porte son nom, ainsi qu'une rue à Saint-Ouen-sur-Seine.